# NGC 3629
NGC 3629 is een balkspiraalstelsel in het sterrenbeeld Leeuw. Het hemelobject werd op 6 april 1785 ontdekt door de Duits-Britse astronoom William Herschel.

## Synoniemen
- UGC 6352
- MCG 5-27-58
- ZWG 156.64
- PGC 34719